# جیمز گولد کوزنس
جیمز گولد کوزنس (به انگلیسی: James Gould Cozzens) (زاده ۱۹ اوت ۱۹۰۳ - درگذشته ۹ اوت ۱۹۷۸) رمان‌نویس آمریکایی بود که برنده جایزه پولیتزر برای داستان در سال ۱۹۴۹ شد

## کتابشناسی
- حافظ شرف (۱۹۴۸)
- سرشار از عشق (۱۹۵۸)